# Зграда старе школе у Ушћу
Зграда Старе школе у Ушћу налази се на територији општине Краљево, у Ушћу. Овај споменик културе, осим архитектонских вредности има и историјски значај због историјског доприноса развоју просвете и образовања у Ушћу, као и задужбинарства у Републици Србији.

## Карактеристике
Споменик културе налази се у центру Ушћа, између магистралног пута за Нови Пазар и Ибра, на месту званом „под Подрезом”. Зграду је подигао 1907. године Лазар Г. Прокић, познати трговац, механџија и народни посланик Среза студеничког из Ушћа, као поклон ушћанској омладини. Високопартерна грађевина изведена је према типском пројекту за мање школске зграде, основе у облику ћириличног слова Г. Једноставан просторни распоред подређен је намени. У приземљу су се налазиле две учионице, директорска канцеларија, учитељски стан и заједнички ходник. У делу испод учитељског стана је подрум. Зидана је опеком старог формата у кречном малтеру. Конструкција између подрума и приземља је плитки-пруски свод, а међуспратна изнад приземља, као и кровна конструкција су дрвене. Кров је сложен. Под у подруму добио је у новије време нову облогу изведену у венецијанском терацу са четири розете у мозаику. Подна облога у целом приземљу првобитно је била дрвена, али је касније делимично замењена у ходнику виназ плочицама. Фасада је омалтерисана и једноставно решена. Скромна фасадна декорација сведена је на назначене пиластре, парапетне плоче, венце и оквире око отвора. Оквири правоугаоних двокрилних прозора на уличној и бочним фасадама изведени су у малтеру тако да имитирају зидани камени перваз. Распоред отвора подређен је функционалности. Главни улаз има двокрилна декоративно обрађена дрвена врата. На западној уличној фасади, испод кордонског венца налази се камена плоча са натписом о задужбинарству: „Ову школу подиже Лазар Г. Прокић студеничанин за вечиту успомену омладине општине ушћанске 1907. године
” У време Другог светског рата зграда је била оштећена и остала је без школских учила и библиотеке. Од 1954. године основна школа је постала осмогодишња. Од 1962. године згради је промењена намена, а школа је пресељена у нову, већу зграду. То је ОШ „Милун Ивановић” Ушће.